# Бобирєва Марія Максимівна
Бо́бирєва Марі́я Макси́мівна (нар. 7 квітня 1918 — пом. 25 червня 2001) — український мовознавець, доктор філологічних наук (1968), професор (1969). В роки Другої світової війни — військова розвідниця.

## Життєпис
Народилася 7 квітня 1918 року в місті Кременчуці, нині Полтавської області. Закінчила Харківський педагогічний інститут іноземних мов у 1940 році. Протягом 1940—1941 років — викладач іноземних мов Харківського військового училища зв'язку та Харківського військово-медичного училища.
З початком німецько-радянської війни — на підпільно-партизанській роботі (псевдо — «Тамара»). У 1943 році працювала перекладачкою в німецькій комендатурі у Вінниці, добуваючи важливу розвідувальну інформацію. У серпні 1944 року в складі розвідувально-диверсійної групи під керівництвом майора Гефта десантована поблизу Кракова (Польща) з метою надання допомоги польським підпільникам, а у вересні того ж року, за рішенням командування, перебралась до моравської Острави (Чехія). Після закінчення війни повернулась до мирного життя.
У 1945—1949 роках працювала перекладачем «Інтуристу» в Харкові та Києві. З 1949 року працювала в Київському педагогічному інституті іноземних мов: викладачем, деканом факультету, завідувачкою кафедри. З 1993 року — професор Київського лінгвістичного університету.
Досліджувала лексикологію і синтаксис романських мов. Автор понад 100 публікацій, в тому числі двох монографій з філології.
Померла 25 червня 2001 року. Похована на Байковому кладовищі в Києві.

## Нагороди
Була нагороджена українськими орденами «За заслуги» 3-го ступеня (1997), «За мужність» 3-го ступеня (1999), радянськими орденами Вітчизняної війни 2-го ступеня (1985), Червоної Зірки, медалями, нагородами іноземних держав, у тому числі польським Партизанським Хрестом і «Партизан Чехословаччини».
Грамота Президії Верховної Ради Української РСР (1988). Медалі А. С. Макаренка та К. Д. Ушинського.

## Основні праці
- О типологии предложения в современном французском языке. Москва, 1964;
- Порядок слов в простом и сложном предложении во французском языке. Проблемы функционального синтаксиса французского языка в сопоставлении с испанским и итальянским. Москва, 1965;
- Роль герундиального оборота в реализации связности художественного текста современного французского языка // Принципы типологизации худож. и нехудож. текстов: Сб. науч. тр. К., 1987 (співавт.);
- Прагматичні аспекти функціонування некатегоричних висловлень у сучасній французькій мові // ІФ. 1990. № 97.